# Cheonchu taehu
Cheonchu taehu (천추태후?, lett. L'imperatrice Cheonchu; titolo internazionale Empress Cheonchu, conosciuto anche come The Iron Empress) è una serie televisiva sudcoreana trasmessa su KBS2 dal 3 gennaio al 27 settembre 2009.

## Trama
La serie ha come protagonista la figura storica dell'imperatrice vedova Cheonchu di Goryeo. Ella combatté contro la dinastia Liao per realizzare il sogno di suo nonno di recuperare le terre perse nel corso degli anni a favore di altre tribù; cercò anche di strappare il figlio (il futuro Mokjong di Goryeo) dall'influenza del proprio fratello, Seongjong, lavorando contemporaneamente con lui per proteggere lo Stato da minacce interne ed esterne, intrighi di palazzo e lotte per il potere.

## Personaggi
- Hwangbo Soo/Imperatrice Cheonchu, interpretata da Chae Shi-ra e Kim So-eun (da giovane)
- Kim Chi-yang, interpretato da Kim Suk-hoon
- Gang Jo, interpretato da Choi Jae-sung
- Gang Gam-chan, interpretato da Lee Deok-hwa
- Wang Uk/Principe Gyeongju, interpretato da Kim Ho-jin
- Hwangbo Seol/Imperatrice Heonjung, interpretata da Shin Ae e Park Eun-bin (da giovane).
Sorella minore di Cheonchu.

### Personaggi secondari
- Imperatrice Sinjeong, interpretata da Ban Hyo-jung.
Quarta moglie dell'imperatore Taejo e nonna di Cheonchu.
- Imperatrice Daemok, interpretata da Lee Young-ah.
Madre di Gyeongjong.
- Gyeongjong di Goryeo, interpretato da Choi Cheol-ho.
Quinto imperatore e marito di Cheonchu.
- Seongjong di Goryeo, interpretato da Kim Myung-soo e Choi Woo-hyuk (da giovane).
Sesto imperatore e fratello minore di Cheonchu.
- Imperatrice Mundeok/Lady Yu, interpretata da Lee Hyun-kyung.
Prima moglie di Seongjong.
- Imperatrice Munhwa/Lady Kim, interpretata da Moon Jung-hee e Kim Min-ji (da giovane).
Seconda moglie di Seongjong.
- Mokjong di Goryeo, interpretato da Lee In e Park Ji-bin (da giovane).
Settimo imperatore e figlio di Cheonchu.
- Imperatrice Seonjeong, interpretata da Lee In-hye e Han Bo-bae (da giovane).
Moglie di Mokjong.
- Hyeonjong di Goryeo, interpretato da Kim Ji-hoon.
Ottavo imperatore e figlio di Heonjeong.
- Imperatrice Wonjeong, interpretata da Park Si-eun.
Moglie di Hyeonjong.
- Seo Hui, interpretato da Im Hyuk.
Ministro degli affari esteri.
- Imperatrice Xiao di Liao, interpretata da Shim Hye-jin
- Imperatore Shengzong di Liao, interpretato da Jang Dong-jik e Oh Gun-woo (da giovane)

## Ascolti
| Episodio | Data di trasmissione | Dati TNMS | Dati AGB |
| -------- | -------------------- | --------- | -------- |
| Speciale | 1 gennaio 2009       | 12,4%     | 12,1%    |
| 1        | 3 gennaio 2009       | 20,0%     | 19,8%    |
| 2        | 4 gennaio 2009       | 24,3%     | 23,1%    |
| 3        | 10 gennaio 2009      | 19,8%     | 19,7%    |
| 4        | 11 gennaio 2009      | 22,6%     | 21,5%    |
| 5        | 17 gennaio 2009      | 18,6%     | 17,6%    |
| 6        | 18 gennaio 2009      | 22,3%     | 21,4%    |
| 7        | 24 gennaio 2009      | 15,3%     | 17,1%    |
| 8        | 25 gennaio 2009      | 17,5%     | 16,8%    |
| 9        | 31 gennaio 2009      | 19,4%     | 18,5%    |
| 10       | 1 febbraio 2009      | 21,4%     | 19,8%    |
| 11       | 7 febbraio 2009      | 19,1%     | 17,3%    |
| 12       | 8 febbraio 2009      | 20,6%     | 19,5%    |
| 13       | 14 febbraio 2009     | 16,1%     | 16,2%    |
| 14       | 15 febbraio 2009     | 18,4%     | 17,9%    |
| 15       | 21 febbraio 2009     | 15,8%     | 16,1%    |
| 16       | 22 febbraio 2009     | 18,3%     | 18,1%    |
| 17       | 28 febbraio 2009     | 15,3%     | 14,4%    |
| 18       | 1 marzo 2009         | 17,5%     | 16,2%    |
| 19       | 7 marzo 2009         | 18,8%     | 19,1%    |
| 20       | 8 marzo 2009         | 17,4%     | 18,2%    |
| 21       | 14 marzo 2009        | 15,2%     | 14,7%    |
| 22       | 15 marzo 2009        | 16,5%     | 16,5%    |
| 23       | 21 marzo 2009        | 14,4%     | 13,3%    |
| 24       | 22 marzo 2009        | 17,0%     | 16,5%    |
| 25       | 28 marzo 2009        | 15,0%     | 16,2%    |
| 26       | 29 marzo 2009        | 17,2%     | 16,9%    |
| 27       | 4 aprile 2009        | 13,9%     | 14,8%    |
| 28       | 5 aprile 2009        | 15,3%     | 15,4%    |
| 29       | 11 aprile 2009       | 14,3%     | 13,8%    |
| 30       | 12 aprile 2009       | 16,4%     | 16,9%    |
| 31       | 18 aprile 2009       | 13,8%     | 14,4%    |
| 32       | 19 aprile 2009       | 16,9%     | 15,4%    |
| 33       | 25 aprile 2009       | 15,2%     | 15,0%    |
| 34       | 26 aprile 2009       | 18,2%     | 17,9%    |
| 35       | 2 maggio 2009        | 14,9%     | 14,9%    |
| 36       | 3 maggio 2009        | 16,4%     | 16,5%    |
| 37       | 9 maggio 2009        | 13,2%     | 12,4%    |
| 38       | 10 maggio 2009       | 15,5%     | 14,0%    |
| 39       | 16 maggio 2009       | 14,1%     | 14,0%    |
| 40       | 17 maggio 2009       | 14,4%     | 14,9%    |
| 41       | 23 maggio 2009       | 13,3%     | 12,7%    |
| 42       | 24 maggio 2009       | 15,1%     | 15,0%    |
| 43       | 30 maggio 2009       | 11,6%     | 11,4%    |
| 44       | 31 maggio 2009       | 15,9%     | 15,2%    |
| 45       | 6 giugno 2009        | 12,6%     | 12,0%    |
| 46       | 7 giugno 2009        | 15,1%     | 15,7%    |
| 47       | 13 giugno 2009       | 12,0%     | 12,0%    |
| 48       | 14 giugno 2009       | 13,2%     | 14,0%    |
| 49       | 20 giugno 2009       | 12,7%     | 11,7%    |
| 50       | 21 giugno 2009       | 15,3%     | 14,4%    |
| 51       | 27 giugno 2009       | 12,7%     | 12,1%    |
| 52       | 28 giugno 2009       | 13,9%     | 13,1%    |
| 53       | 4 luglio 2009        | 11,3%     | 10,8%    |
| 54       | 5 luglio 2009        | 13,0%     | 12,3%    |
| 55       | 11 luglio 2009       | 11,9%     | 11,0%    |
| 56       | 12 luglio 2009       | 12,9%     | 13,5%    |
| 57       | 18 luglio 2009       | 11,2%     | 9,8%     |
| 58       | 19 luglio 2009       | 12,8%     | 12,0%    |
| 59       | 25 luglio 2009       | 8,5%      | 8,6%     |
| 60       | 26 luglio 2009       | 14,1%     | 12,9%    |
| 61       | 1 agosto 2009        | 13,8%     | 11,9%    |
| 62       | 2 agosto 2009        | 15,6%     | 13,1%    |
| 63       | 8 agosto 2009        | 13,4%     | 13,0%    |
| 64       | 9 agosto 2009        | 16,6%     | 14,3%    |
| 65       | 15 agosto 2009       | 14,9%     | 12,9%    |
| 66       | 16 agosto 2009       | 18,2%     | 15,9%    |
| 67       | 22 agosto 2009       | 17,0%     | 15,6%    |
| 68       | 23 agosto 2009       | 23,6%     | 20,0%    |
| 69       | 29 agosto 2009       | 17,7%     | 16,4%    |
| 70       | 30 agosto 2009       | 19,4%     | 18,0%    |
| 71       | 5 settembre 2009     | 18,0%     | 15,3%    |
| 72       | 6 settembre 2009     | 20,2%     | 17,8%    |
| 73       | 12 settembre 2009    | 17,7%     | 16,4%    |
| 74       | 13 settembre 2009    | 20,0%     | 18,4%    |
| 75       | 19 settembre 2009    | 17,3%     | 17,1%    |
| 76       | 20 settembre 2009    | 21,5%     | 19,8%    |
| 77       | 26 settembre 2009    | 19,3%     | 18,5%    |
| 78       | 27 settembre 2009    | 22,6%     | 21,0%    |
| Media    | Media                | 16,3%     | 15,6%    |

## Colonna sonora
1. Cheonchu's Poem (천추별곡) – Shin Young-ok
2. Heart Flower (마음 꽃) – Mose e Kim Joo-taek
3. Appeal (애원) – Kim Moon-young
4. Opening (오프닝) – Kim Joon-bum
5. Butterfly (나비)
6. Empty 1 (비운 1)
7. Long Road (긴 여정)
8. Don't Become Me (해지지 않는 날)
9. Feast of the Knife (칼들의 향연)
10. Requiem (진혼곡)
11. Pupil (눈동자)
12. Heart Flower (Clarinet Ver.) (마음 꽃 (Clarinet Ver.))
13. Empty 2 (비운 2)
14. Urgent Steps (긴박한 걸음)
15. Heart Flower (마음 꽃)

## Riconoscimenti
| Anno | Premio           | Categoria                                        | Ricevente                     | Risultato       |
| ---- | ---------------- | ------------------------------------------------ | ----------------------------- | --------------- |
| 2009 | KBS Drama Awards | Premio di eccellenza per un'attrice              | Chae Shi-ra                   | Vincitore/trice |
| 2009 | KBS Drama Awards | Premio di eccellenza per un attore in una serie  | Kim Suk-hoon                  | Vincitore/trice |
| 2009 | KBS Drama Awards | Premio di eccellenza per un attore in una serie  | Choi Jae-sung                 | Candidato/a     |
| 2009 | KBS Drama Awards | Premio di eccellenza per un'attrice in una serie | Shim Hye-jin                  | Candidato/a     |
| 2009 | KBS Drama Awards | Miglior attore di supporto                       | Choi Cheol-ho                 | Vincitore/trice |
| 2009 | KBS Drama Awards | Miglior attore di supporto                       | Kim Myung-soo                 | Candidato/a     |
| 2009 | KBS Drama Awards | Miglior attrice di supporto                      | Moon Jung-hee                 | Vincitore/trice |
| 2009 | KBS Drama Awards | Miglior nuova attrice                            | Kim So-eun                    | Vincitore/trice |
| 2009 | KBS Drama Awards | Miglior giovane attrice                          | Park Eun-bin                  | Vincitore/trice |
| 2009 | KBS Drama Awards | Miglior coppia                                   | Kim Hyeong-min e Lee Eun-jung | Candidato/a     |
| 2009 | KBS Drama Awards | Miglior coppia                                   | Kim Ho-jin e Shin Ae          | Candidato/a     |

## Distribuzioni internazionali
| Paese      | Canale/i  | Prima TV                       | Titolo adottato                            |
| ---------- | --------- | ------------------------------ | ------------------------------------------ |
| Giappone   | KBS World | 1º aprile 2010-conclusa        | 千秋太后 (L'imperatrice Cheonchu)          |
| Thailandia | Channel 3 | conclusa                       | ชอนชู หัวใจเพื่อแผ่นดิน (L'imperatrice Cheonchu) |
| Cina       | MOD       | 1 dicembre 2012-20 aprile 2013 | 千秋太后 (L'imperatrice Cheonchu)          |